# Шериф (фільм, 1918)
Шериф (англ. The Sheriff) — американська короткометражна кінокомедія Роско Арбакла 1918 року.

## У ролях
- Роско ’Товстун’ Арбакл — кухар
- Бетті Компсон — шкільна вчителька
- Монті Бенкс
- Глен Кавендер
- Люк Дог